# Коровники (Ярославль)
Коровники — посёлок в южной (закоторосльной) части города Ярославля. Расположен при впадении Которосли в Волгу.

## История
Коровницкая слобода возникла в XIII веке в устье реки Которосли на противоположном берегу от Ярославского кремля. Название получила по основному занятию жителей — разведению крупного рогатого скота.
В 1584 году слобода была присоединена к Ярославлю, став частью посада. Вместе с другими закоторосльными слободами — Толчковской, Шиловской и Тропинской — входила в заречную Толчковскую сотню.
В XVI—XVII веках Коровники были поставщиком сырья для ведущей отрасли мелкотоварного кожевенного производства Ярославля (возможно, что имя слободы нужно связывать с заготовкой коровьих шкур). Кроме того, Коровницкая слобода входила в число дворцовых рыболовецких слобод, что имели рыбный урок. Царскими грамотами в 1645 году Михаилом Фёдоровичем, в 1676 году Алексеем Михайловичем слобода вместе с другими была пожалована князю Львову-Ярославскому, затем боярину В. В. Бутурлину и оружейному Богдану Матвеевичу Хитрово за важные государевы услуги на сбор оброчных денег, но рыбный оброк по-прежнему шёл во дворец.
На первую половину XVII века Коровники состояли из 42-45 дворов. Из описи 1631 года известны занятия большинства жителей: 2 домовладельца занимались торговлей с Архангельском, 6 — торговлей на месте (из них 2 разным товаром, 2 рыбой, 1 глиняной посудой, 1 хмелем), 5 были рыбными прасолами, 5 рыболовами, 3 охотниками, 1 извозчиком, 1 щепетильником, 1 лопатником, 14 были ремесленниками (9 горшечников, 2 сапожника, по одному — портной, масленик, кожевник, рукавишник).
В окрестностях залегали хорошие глины, и слобода с XVII века стала центром гончарного, кирпичного и изразцового производства, обеспечивая развернувшееся в Ярославле каменное строительство. Изразцы работы местных мастеров украсили в то время многие храмы Ярославля.

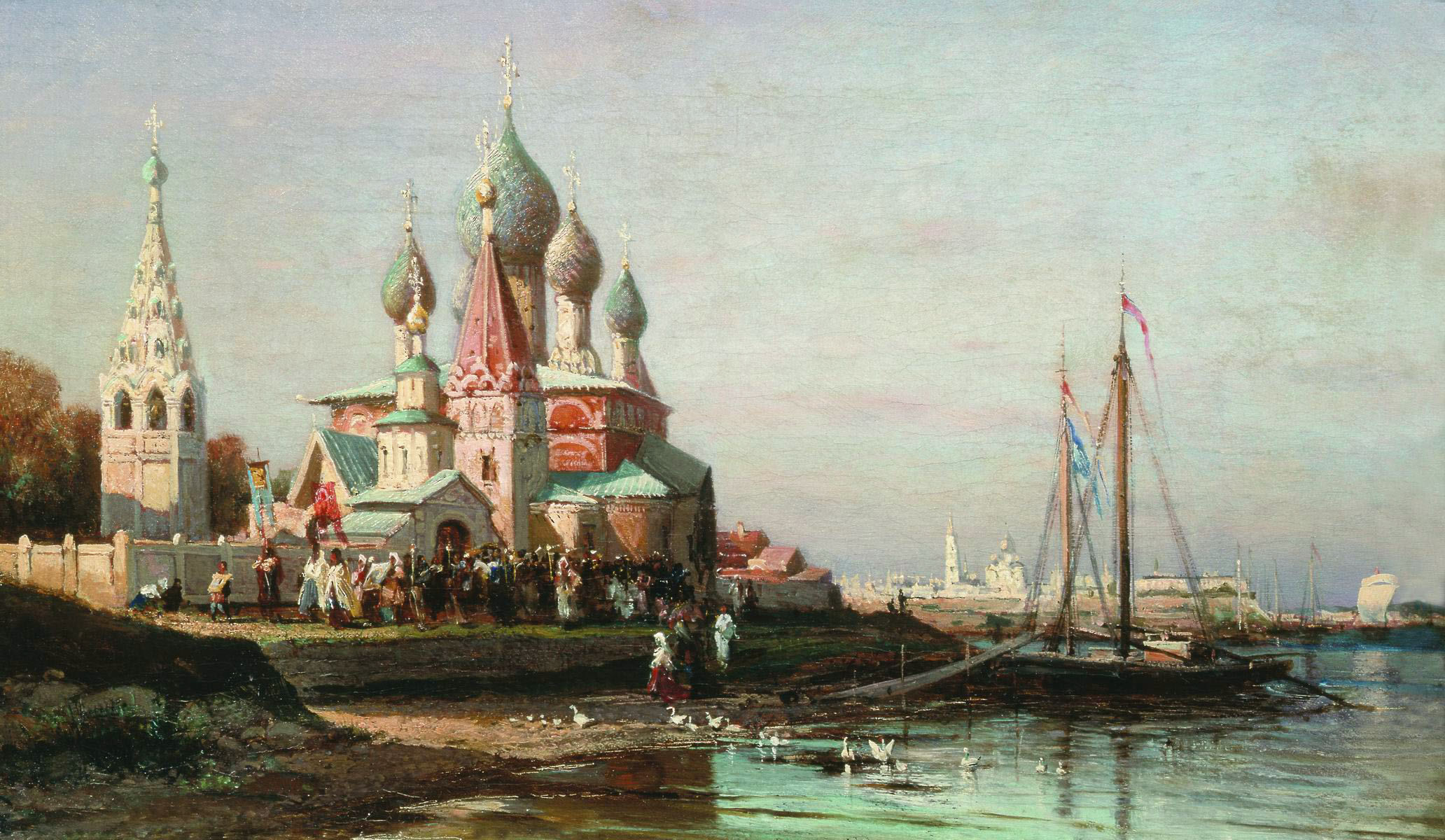
Алексей Боголюбов, Крёстный ход в Коровниках 1863 год

Экономический подъём слободы нашёл выражение в строительстве новых зданий храмов Коровницкого прихода. В 1649—1654 годах на средства прихожан — ярославских посадских людей Ивана и Фёдора Фёдоровичей Неждановских — построена холодная церковь во имя Иоанна Златоуста, отличавшаяся богатейшим изразцовым убранством и ставшая одним из лучших образцов ярославского зодчества XVII века. В 1669 году рядом возведена новая тёплая церковь во имя Сретения Владимирской иконы Божией Матери, в 1670-х — новая шатровая колокольня высотой 37 м.
В 1735 году церкви были украшены великолепной росписью, выполненной артелью ярославских мастеров во главе с Алексеем Сопляковым.
Вплоть до начала XVIII века Коровницкая продолжала значиться среди ярославских ловецких слобод. По переписи 1717 года именно в Коровниках «прописаны» почти все ярославские рыбные ловцы. Однако XVIII век ознаменовался развитием в слободе прежде всего промышленных предприятий. В 1776 году в Коровниках было несколько мукомольных мельниц, 2 клеевых завода, 1 крупяной и солодовенный, 3 изразцовых, 3 гончарных завода и 4 горшечных заведения.
В начале XIX века в слободе разместили ярославскую тюрьму. При ней разбили небольшой английский сад.

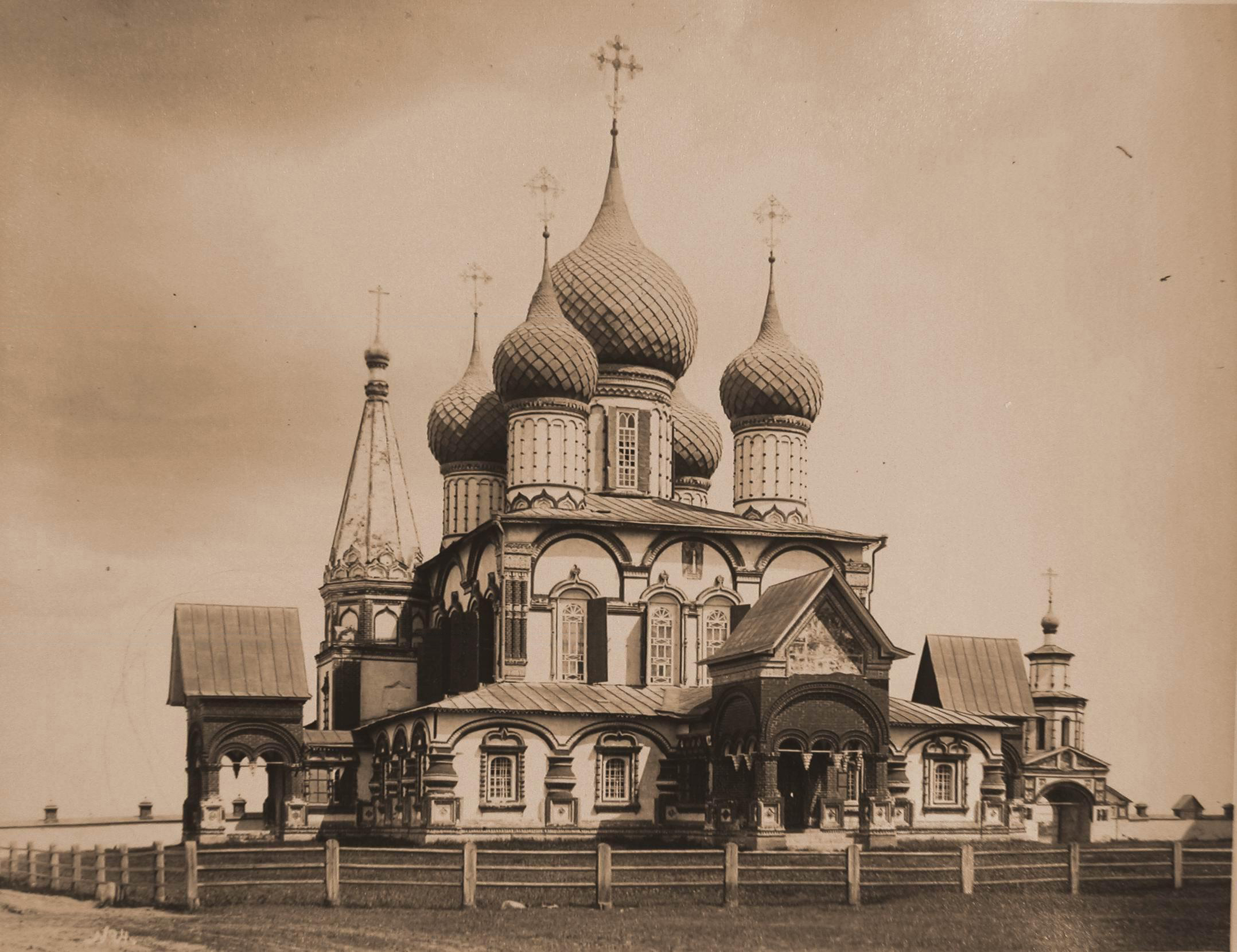
Церковь Иоанна Златоуста в 1880-х годах

На 1810 год в Коровниках насчитывалось 130 дворов. Были построены солодовня Крупенниковых и две солодовни купца И. П. Прянишникова.
К середине XIX века слобода, застраиваемая уже по регулярному плану, состояла из 4 кварталов, расположенных вдоль Волги и Которосли. В наиболее освоенных западном и центральном кварталах часть жилых домов были каменные. Большая часть дворов занята огородами, в четырех домовладениях — сады. К юго-востоку от кварталов, на границе города промышленные предприятия: кирпичный завод мещан Покрышечниковых и сурико-белильный купца Н. Урядова.
В 1885 году в Коровниках открыта первая школа. В 1902 году — библиотека.

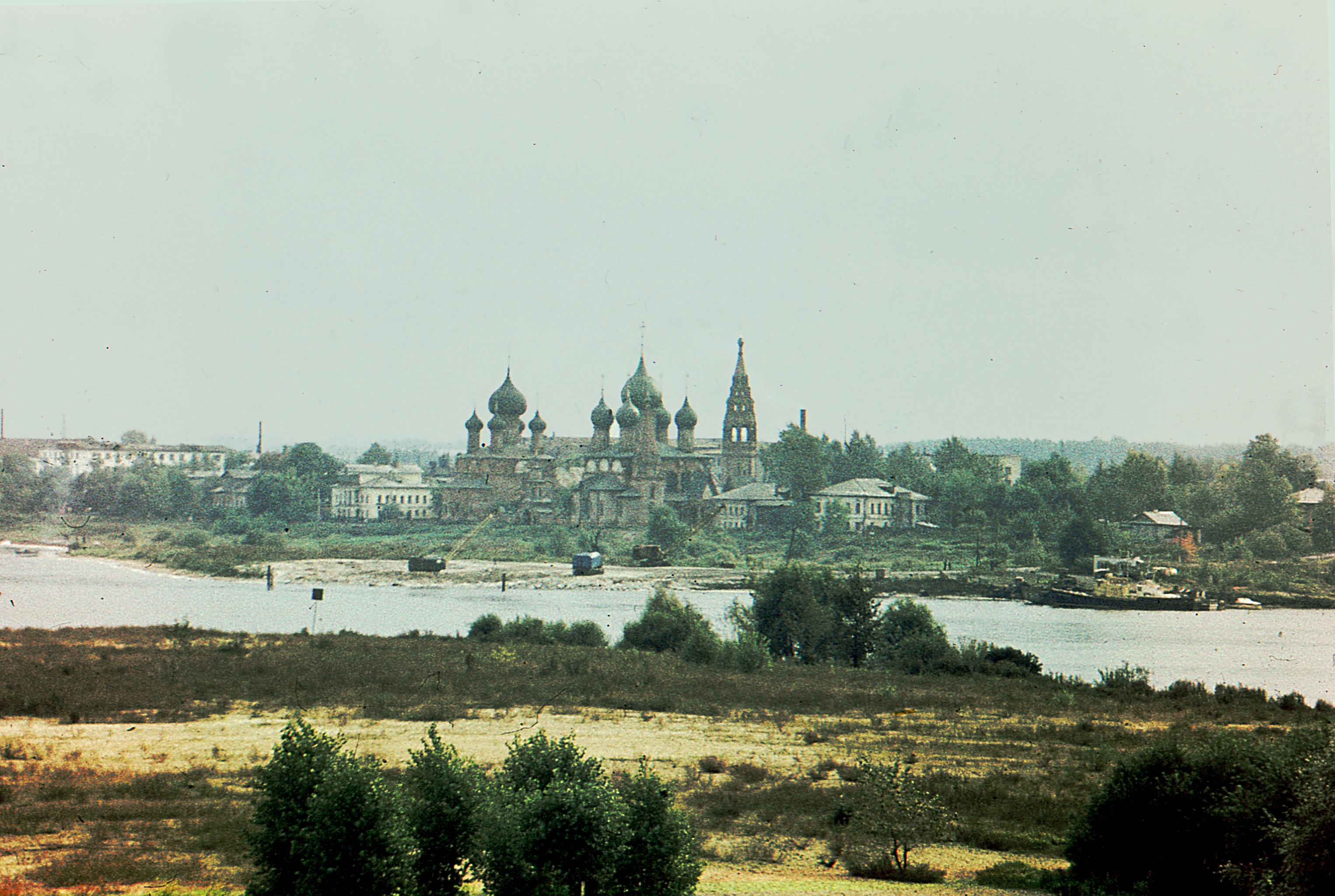
Вид на Коровники со Стрелки, 1978 год

В начале XX века крупнейшими предприятиями посёлка были: в западном квартале — суричный завод К. М. Коченина, гончарный завод и паровая мукомольная мельница; в центральном — табачная и белильная фабрика М. Е. Вахрамеева; в третьем квартале — мукомольная мельница; за городским валом — кирпичный завод.
В 1930-х храмы Коровницкого прихода были разграблены и закрыты советскими властями, в них разместили склады. В 1992 храмы передали Русской Православной Старообрядческой церкви, частично отремонтировали.

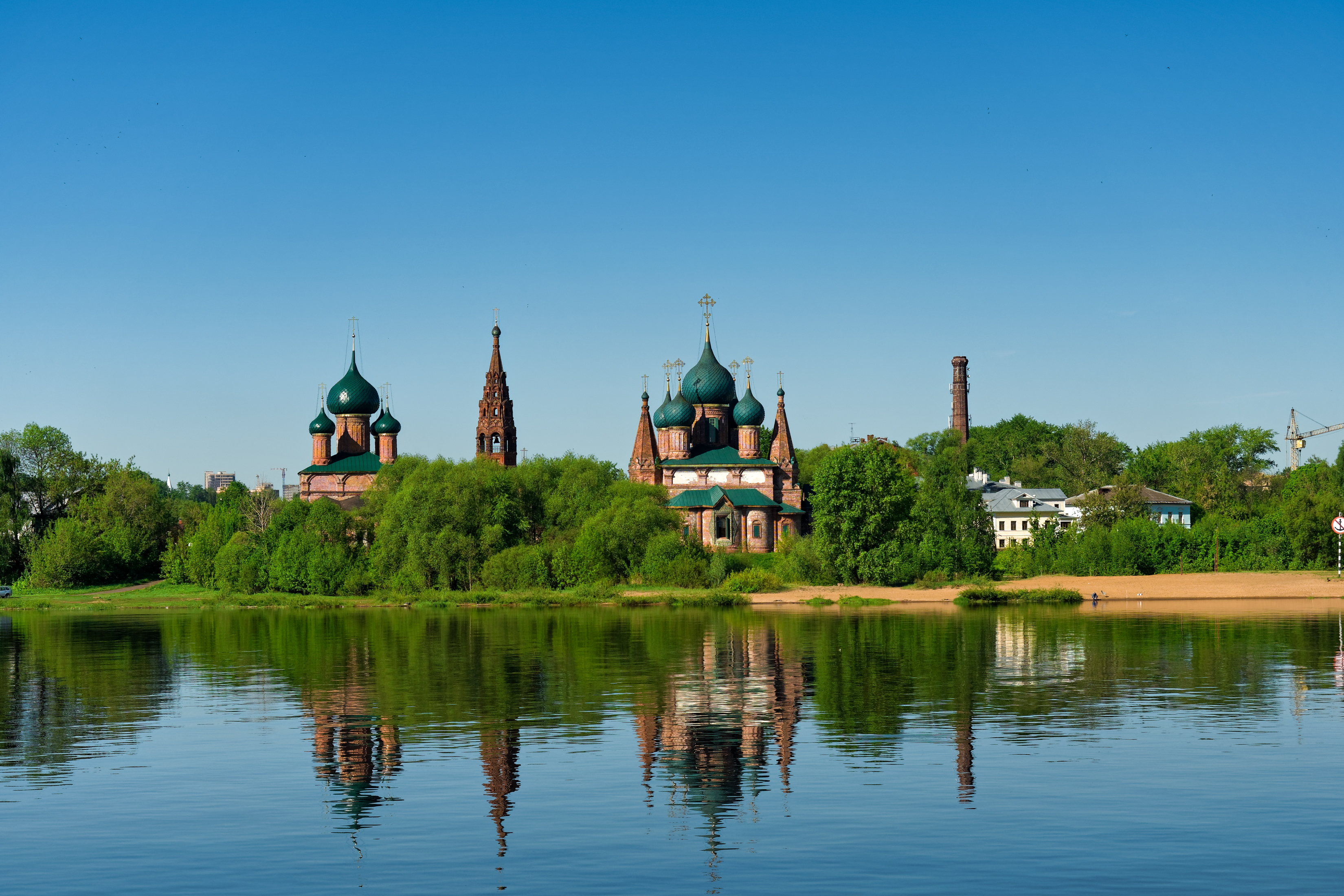
Вид на Коровники с Волги, 2018 год

## Улицы
После разделения слободы на кварталы по регулярному плану, сложились 5 основных улиц — Которосльная набережная вдоль Которосли (в 1957 году переименована в 1-ю Закоторосльную), Волжская набережная вдоль Волги (в 1957 году переименована в Портовую), Златоустинская улица между западным и центральным кварталами (названа по Златоустовской церкви), Демидовский переулок между центральным и 3-м кварталами (назван по домовладельцу Н. Н. Демидову), Заводской переулок между 3-м и 4-м кварталами (назван по находившимся на нём заводам).
Позже сложились улицы Запольская, Кирпичная, Костромская, Городищенская, 1-й и 2-й Городищенские переулки. В XXI веке к ним добавились 1-я и 2-я Веткинские улицы.

## Достопримечательности
- Ансамбль церквей Златоустовско-Коровницкого прихода
- Военно-исторический музей (открыт в 2015 году)
- Здание паровой мельницы (построено в 1905 году)